# Sikorsky CH-53K King Stallion
Sikorsky CH-53K King Stallion là loại máy bay trực thăng vận tải hạng nặng đang được phát triển bởi hãng Sikorsky Aircraft thuộc tập đoàn Lockheed Martin.Sử dụng trong  binh chủng Thủy quân lục chiến Hoa Kỳ (USMC).Máy bay có 2 động cơ cánh quạt Một lớn (cánh chính) và một nhỏ (cánh đuôi) 7.500 shp (5.590 kW), cánh quạt bằng vật liệu tổng hợp mới và buồng lái rộng hơn so với các biến thể CH-53 trước đây. Nó sẽ là máy bay trực thăng lớn nhất và nặng nhất của quân đội Hoa Kỳ. USMC dự định mua 200 chiếc với giá tổng cộng là $25 tỷ. Thử nghiệm dưới đất (GTV) bắt đầu vào tháng 4 năm 2014; bay thử lần đầu tiên được thực hiện vào ngày 27 tháng 10 năm 2015.

## Chi tiết kỹ thuật
So với thế hệ trước, phiên bản CH-53K được trang bị buồng lái rộng lớn hơn, cánh quạt làm bằng vận liệu composite thế hệ mới, trang bị ba động cơ công suất 7.500 mã lực. Buồng lái của CH-53K cũng được thiết kế lại với kính đặc biệt, hệ thống lái fly-by-wire. CH-53K có chiều dài 30,2m, cao 8,46m, trong đó phần cabin có chiều dài 9,14m, rộng 1,98m. Kích cỡ cabin rộng và lớn hơn 15% so với biến thể CH-53E. Tải trọng của trực thăng vận tải CH-53K lên tới 15,9 tấn (trong khi CH-53E chỉ là 13,6 tấn) đưa nó trở thành trực thăng vận tải lớn nhất của Quân đội Mỹ hiện nay. Trực thăng này được thiết kế với ba động cơ tuốc bin trục GE38-1B công suất 7.500 mã lực/chiếc cùng bộ cánh quạt chính 7 lá cho tốc độ hành trình 315 km/h, bán kính tác chiến 204 km, trần bay 4,38 km, vận tốc leo cao 13 m/s. Phi hành đoàn máy bay gồm 5 người (hai phi công, ba xạ thủ súng máy), cabin có thể chứa 37 binh sĩ.